# ۷۸۵ (قمری)
۷۸۵ (قمری)، هفتصد و هشتاد و پنجمین سال در گاهشماری هجری قمری است. اول محرم این سال برابر با چهاردهم مارس سال ۱۳۸۳ میلادی است.